# Кедринская улица
Ке́дринская у́лица — улица в городе Пушкин (Пушкинский район Санкт-Петербурга). Проходит от Павловского шоссе до Комсомольской улицы.
Название Кедринская улица было присвоено 24 октября 2006 года. Оно дано в честь архитектора-реставратора А. А. Кедринского, главного архитектора проекта восстановления дворцово-паркового ансамбля Царского Села на протяжении 45 лет. Обращение о присвоении подали сотрудники музея-заповедника «Царское Село».
На момент присвоения улица уже существовала. Дома, выходящие на неё, получали адреса по другим улицам, в частности по Малиновской.
Первый дом, которому присвоили номер по Кедринской улице, стала школа № 410 (Кедринская ул., 10). По словам директора школы Ольги Ткачевой, данным в 2007 году, в стенах учебного заведения собирались открыть музей, экспозицией которого станет специальный щит, рассказывающий о великом реставраторе. Планируется также установить мемориальную доску на фасаде, а у входа посадить кедры.
Осенью 2017 года планируется построить новый участок Кедринской улицы — от Комсомольской на запад до перспективной Камероновской улицы к новым жилым домам.

## Перекрестки
- Павловское шоссе
- Малиновская улица
- Улица Ломоносова
- Комсомольская улица